# Aprophata eximioides
Aprophata eximioides là một loài bọ cánh cứng trong họ Cerambycidae.